# Jakub Kiwior
Jakub Piotr Kiwior, född 15 februari 2000, är en polsk fotbollsspelare som spelar för Arsenal och Polens herrlandslag i fotboll, där han var med i truppen både vid fotbolls-VM 2022 och vid fotbolls-EM 2024.

## Klubbkarriär
Den 31 augusti 2021 värvades Kiwior av Spezia, där han skrev på ett fyraårskontrakt.
Den 23 januari 2023 värvades Kiwior av Arsenal på ett långtidskontrakt. Han gjorde sitt första mål för Arsenal i säsongsavslutningen 2022/2023 då Arsenal slog Wolverhampton med 5–0.